# Europastraße 583
Die Europastraße 583 (kurz: E 583) ist ein Teil des europäischen Fernstraßennetzes und verläuft von Săbăoani bei Roman in Rumänien über Bălți in der Republik Moldau bis nach Schytomyr in der Ukraine. Sie ist 540 Kilometer lang.

## Streckenverlauf
Die E 583 beginnt bei Săbăoani an dem Abzweig mit der Europastraße 85. Von hier aus führt sie auf der rumänischen Nationalstraße Drum național 28 weiter nach Iași, wo sie sich ein rund 46 km langes Stück mit der E 58 teilt. Von Iași zweigt sie ab Richtung Nordosten zur rumänisch-moldauischen Grenze bei Sculeni und benutzt dabei den rumänischen Drum național 24. Über Fălești erreicht die E 583 dann mit der moldauischen R 16 Bălți. Hier folgt sie bis nach Edineț dem Drum public național M14. Über die R 8 wird die moldauisch-ukrainische Grenze erreicht. Ab hier folgt der Verlauf der M 21. Die Städte Mohyliw-Podilskyj und Winnyzja werden passiert und die E 50 bei Winnyzja gekreuzt. In nördlicher Richtung erreicht die E 583 über Berdytschiw schließlich Schytomyr an dem Autobahndreieck mit der E 40.